# Sandi Lovrić
Sandi Lovrić, född 28 mars 1998 i Lienz, Österrike, är en slovensk fotbollsspelare (mittfältare) som spelar för Udinese och Sloveniens landslag.

## Landslagskarriär
Lovrić debuterade för Sloveniens landslag den 7 oktober 2020 i en 4–0-vinst över San Marino.